# Ликиардопол, Георге
Георге Ликиардопол (рум. Gheorghe Lichiardopol, 2 августа 1913 — 1991) — румынский архитектор и стрелок, призёр Олимпийских игр. Мастер спорта Румынии (1951), заслуженный мастер спорта (1953). Кавалер румынской медали «Виртутя Милитарэ» (1947) и ордена Труда 3 степени и 2-й степени (1952).

## Биография
Родился в Бухаресте.
Окончил архитектурный факультет Бухарестского университета в 1939 году. Во время учёбы занимался плаванием, водным поло, лыжным спортом, регби, охотой. Стал чемпионом Румынии 1939 года по водному поло в составе команды «Вифорул Дачия».
В стрелковый спорт пришёл в возрасте 32 лет. Представлял бухарестские клубы «Вифорул Дачия», «Годяну», «Динамо», «Конструкторул», «Прогресул». Стал многократным победителем и призёром чемпионата Румынии в разных стрелковых дисциплинах, в личном и командном зачётах:
- скорострельный пистолет (1946, 1948—1950, 1954, 1956);
- произвольный пистолет (1953);
- малокалиберный пистолет (1957);
- стендовая стрельба (1952—1954);
- произвольная винтовка (1949).

В 1952 году на Олимпийских играх в Хельсинки завоевал бронзовую медаль в стрельбе из скорострельного пистолета на дистанции 25 м, уступив в перестрелке венгру Силарду Куну. В 1956 году на Олимпийских играх в Мельбурне повторил этот результат. На домашнем чемпионате Европы 1955 года в Бухаресте занял четвёртое место.
Генеральный секретарь Организации народного спорта («Организация спортулуй популар») с 1946 по 1949 год, вице-президент Комитета по физической культуре и спорту при Совете Министров («Комитетул де културэ физикэ ши спорт») с 1949 по 1952 год, член Олимпийского комитета Румынии с 1947 по 1957 год, глава спортивной делегации Румынии на зимних Олимпийских играх 1948 года в Санкт-Морице. С 1973 по 1976 год был членом судейского комитета Международного союза стрелкового спорта. Также работал в проектном институте ISCAS, занимался планами развития городов Галац и Онешти, курортов Мамая и Нептун.